# Trimble (entreprise)
Trimble, anciennement Trimble Navigation Limited, est une entreprise américaine spécialisée dans les logiciels géo-spatiaux tels que les systèmes de positionnement par satellites (GNSS), les télémètres laser, etc. Son siège est à Sunnyvale, en Californie.

## Histoire
L’entreprise Trimble Navigation Limited est créée en 1978 par Charles Trimble et deux anciens salariés de Hewlett-Packard, à Los Altos, en Californie, dans la Silicon Valley.
Trimble développe progressivement sa participation dans le secteur du BIM, la représentation géométrique de bâtiments en 3D. Ainsi, en mai 2012, Google revend Sketchup à Trimble.
La division Transport et Logistique de Trimble connait au début des années 2010 une croissance de 20 % par an. À l’été 2015, Trimble rachète l’entreprise éditrice du logiciel Solid qui permet de gérer les temps de service en déplacement des employés dans une entreprise, dans le secteur du transport routier. Ce logiciel est utilisé par le ministère du travail français pour ses deux-mille contrôleurs.
En 2016, la société raccourcit son nom pour s’appeler plus simplement « Trimble ». Elle décompte alors 8 388 salariés dont plus de la moitié travaillent en dehors des États-Unis. La même année, elle acquiert Sefaira (en), un logiciel d’analyse de durabilité permettant la modélisation de l’énergie et la visualisation de la lumière du jour.
En mars 2017, Trimble engage un partenariat avec Hitachi Construction Machinery et Kobelco, notamment en réponse au plan i-Construction du ministère du Territoire, des Infrastructures, des Transports et du Tourisme du Japon, qui vise à améliorer la productivité des chantiers par le biais des technologies de l'information et de la communication.
En avril 2018, Trimble annonce l'acquisition auprès de Bain Capital de Viewpoint, entreprise de logiciel pour le secteur de la construction, pour 1,2 milliard de dollars.
Le 12 février 2019, une nouvelle division de l’entreprise est créée sous le nom de Trimble MAPS (Maps and Applications for Professional Solutions, « cartes et applications pour les solutions professionnelles »). Elle réunit les entreprises ALK Technologies et TMW Appian Final Mile détenues par Trimble.

## Acquisitions
L’entreprise a acquis les sociétés et produits suivants.

### Modélisation de bâtiments
Dans le secteur du BIM, Trimble possède :
- SketchUp : logiciel de modélisation 3D,
- Trimble Connect : plateforme collaborative
- Tekla avec les logiciels :
  - Tekla Structures : logiciel BIM de modélisation 3D,
  - Tekla PowerFab : logiciel de suivi de production,
  - Tekla Model Sharing : mode collaboratif de Tekla Structures
- Stabicad : logiciel de modélisation et calcul MEP,
- Trimble Nova : logiciel de modélisation et calcul MEP,
- Viewpoint avec les logiciels :
  - Viewpoint For Projects : logiciel de gestion électronique des documents (GED),
  - Viewpoint Field View : gestion des tâches (levée de réserves, reprises,...) et formulaires sur chantier,
- Gehry Technologies : coordination de projets,
- Vico Office : gestion de données de BIM.

### Cartographie
Dans le secteur des logiciels liés aux cartes, Trimble possède :
- ALK Technologies,
- TMW Systems[13],
- TopoSys[14].

### Autres secteurs
- Pocket Mobile AB[15],
- @Road[16],
- Cengea Solutions[17],
- Datacom Software Research,
- Spectra Precision Group,
- Tripod Data Systems,
- Advanced Public Safety,
- Apache Technologies,
- Acutest Engineering Solutions,
- Applanix (en)
- Géo-3D,
- INPHO,
- Gatewing,
- Meridian Systems (en),
- NTech Industries,
- Pacific Crest,
- Quantm (en)
- Accubid Systems,
- QuickPen International,
- SECO Manufacturing Company,
- Visual Statement,
- XYZ Solutions,
- ThingMagic,
- Spime,
- Punch Telematix NV[18].